# Ephormotris dilucidalis
Ephormotris dilucidalis is een vlinder uit de familie van de grasmotten (Crambidae), uit de onderfamilie van de Acentropinae. De wetenschappelijke naam van deze soort is voor het eerst gepubliceerd in 1832 door Félix Édouard Guérin-Méneville.
De soort komt voor in Maleisië en Indonesië (Java en Sumatra).